# Statuia „Pe valuri” din Mamaia
Statuia „Pe valuri” este un monument istoric situat în stațiunea Mamaia. Figurează pe noua listă a monumentelor istorice sub codul LMI: CT-III-m-B-02942.

## Imagini

## Istoric și trăsături
Statuia „Pe valuri” este amplasată lângă Hotel „IAKI", în curtea interioară, spre Promenadă. Autor este sculptorul Constantin Baraschi în anul 1963.